# Figulus mento
Figulus mento es una especie de coleóptero de la familia Lucanidae.

## Distribución geográfica
Habita en  Luzon, Mindanao, Palaos, Aru y  Australia.